# Maria Teresa Scrilli
Maria Scrilli, in religione Maria Teresa di Gesù (Montevarchi, 15 maggio 1825 – Firenze, 14 novembre 1889), è stata una religiosa italiana, fondatrice della congregazione delle suore di Nostra Signora del Carmelo. È stata beatificata nel 2006.

## Biografia
Si avvicinò alla spiritualità del Carmelo dopo aver letto una vita di santa Maria Maddalena de' Pazzi: in seguito entrò nel terz'ordine secolare carmelitano.
Dopo una breve esperienza in monastero, tornò a Montevarchi dove nel 1852 le autorità cittadine le affidarono la direzione delle scuole normali del paese.
Nel 1854 la Scrilli diede inizio a una congregazione del terz'ordine regolare carmelitano per l'educazione delle fanciulle povere, approvata dal governo del granducato di Toscana.
Con l'unità d'Italia l'istituto fu soppresso, ma venne restaurato nel 1875 a Firenze, dove la Scrilli si spense nel 1889.

## Il culto

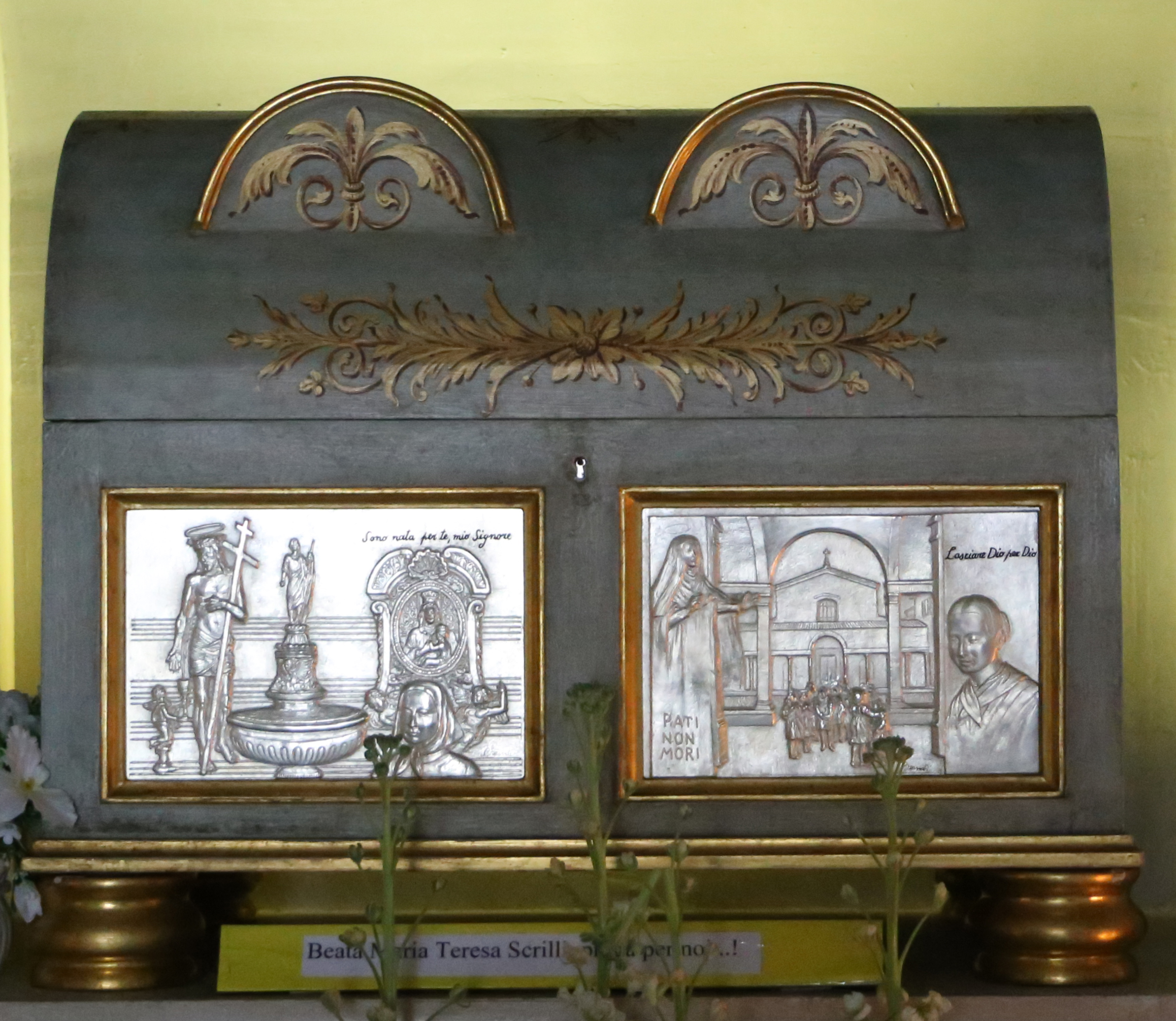
Le reliquie di Maria Teresa Scrilli nella collegiata di Montevarchi

Il 20 dicembre 2003 papa Giovanni Paolo II ha decretato le sue "virtù eroiche" riconoscendole il titolo di venerabile.
Il 19 dicembre 2005 papa Benedetto XVI ha riconosciuto come miracolosa la guarigione, attribuita all'intercessione della venerabile, di una giovane madre brasiliana malata di tumore.
L'8 ottobre 2006 il cardinale José Saraiva Martins ha presieduto il suo rito di beatificazione celebrato nell'anfiteatro romano di Fiesole.